# 阿姆瑟爾格拉本河 (魏伯斯巴赫河支流)
50°6′41.33″N 9°6′40.68″E / 50.1114806°N 9.1113000°E

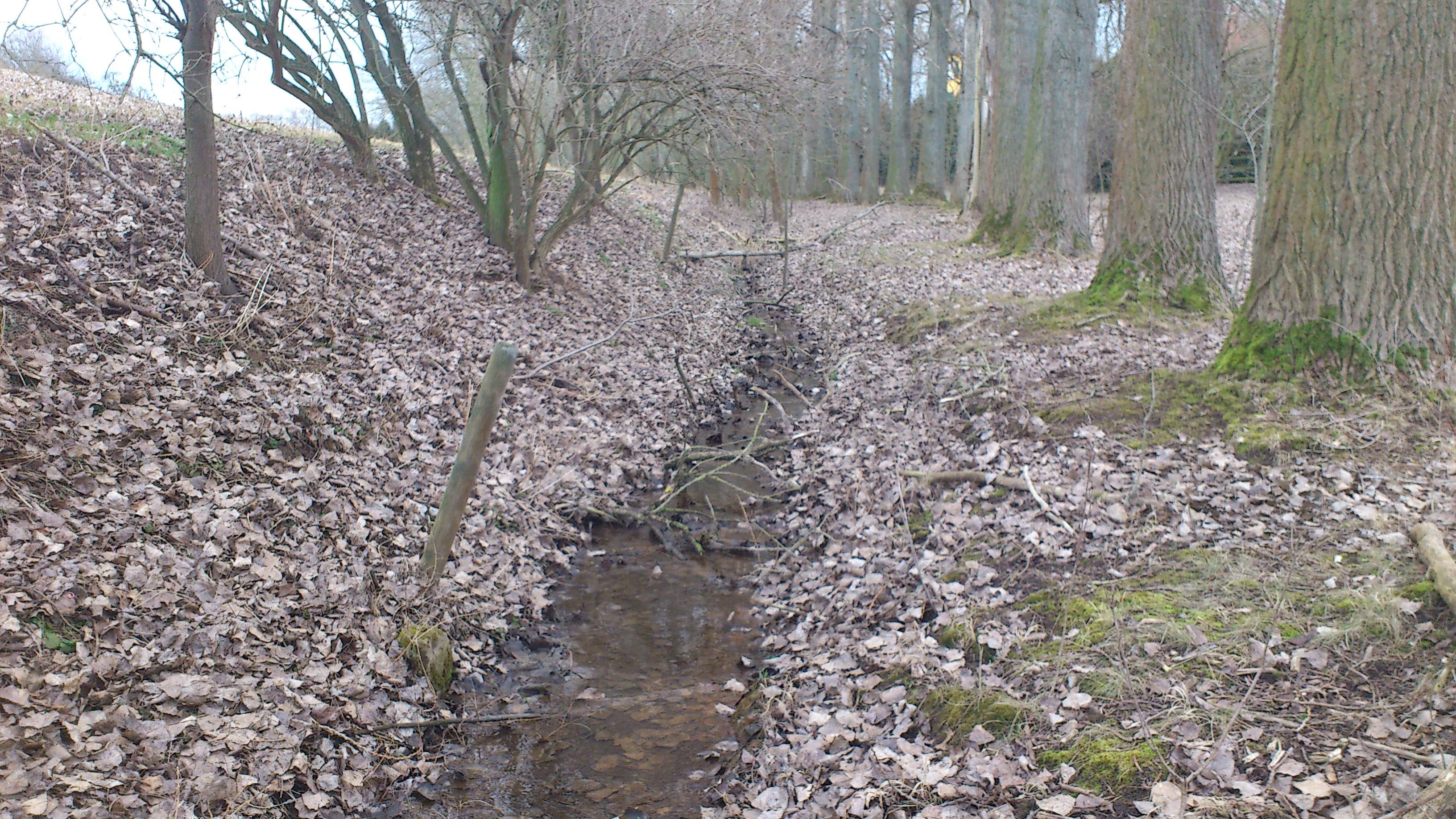

阿姆瑟爾格拉本河（德語：Amselgraben），是德國的河流，位於該國東南部，由巴伐利亞負責管轄，屬於魏伯斯巴赫河的左支流，河道全長0.4公里，流域面積1平方公里。